# هنوز یادم است تابستان پیش چه کردی
هنوز یادم است تابستان پیش چه کردی (به انگلیسی: I Still Know What You Did Last Summer) نام یک فیلم ترسناک محصول سال ۱۹۹۸ به کارگردانی دنی کانون است. در این فیلم جنیفر لاو هیوت، فردی پرنز جونیور، موس واتسون، جنیفر اسپوزیتو، برندی نروود، مکای فایفر، ماتیو ستل، جفری کمبس، بیل کوبس، جان هاکس و جک بلک بازی کردند. این فیلم دنباله‌ای از فیلم می‌دانم تابستان پیش چه کردی است.

## خلاصه داستان
جولی جیمز(جنیفر لاو هیوت) هنوز با کابوس‌هایی از تابستان گذشته زندگی می‌کند و مدام اشیاء و بقیهٔ چیزها او را به یاد همان حوادث دردناک می‌اندازد. تا اینکه با جولی یک تماس تلفنی از ایستگاه رادیویی گرفته می‌شود و از او دعوت می‌شود تا برای تعطیلات به باهاما برود، جولی (جنیفر لاو هیوت) و ری (فردی پرنز جونیور) مدام از تکرار حوادث سال گدشته می‌ترسند و از اینکه شاید هنوز مرد ماهیگیر منتظر آن‌ها است و حتی …